# Francesca Alesse
Francesca Alesse (* 16. Dezember 1960 in Rom) ist eine italienische Philosophiehistorikerin.
Alesse erwarb 1984 die laurea in Philosophie an der Universität Rom «La Sapienza». Von 1988 bis 2001 war sie wissenschaftliche Mitarbeiterin am Centro di Studio sul Pensiero Antico des Consiglio Nazionale delle Ricerche, seither ist sie am Istituto per il Lessico Intellettuale Europeo e Storia delle Idee tätig, das ebenfalls vom Consiglio Nazionale delle Ricerche unterhalten wird.
Alesse arbeitet zur Stoa, insbesondere zu Panaitios von Rhodos, und der sokratischen Tradition sowie zu Philon von Alexandria.

## Schriften (Auswahl)
Monographien und Texteditionen
- Panezio di Rodi e la tradizione stoica. Bibliopolis, Napoli 1994.
- Panezio di Rodi. Testimonianze, edizione, traduzione e commento. Bibliopolis, Napoli 1997.
- La Stoa e la tradizione socratica. Bibliopolis Napoli 2000.

Herausgeberschaften
- Anthropine Sophia. Studi di filologia e storiografia filosofica in memoria di Gabriele Giannantoni. Bibliopolis, Napoli 2008.
- Philo of Alexandria and Post-Aristotelian Philosophy. Brill, Leiden 2008.
- Epinomide. Studi sull’opera e la sua ricezione. Bibliopolis, Napoli 2012.

Artikel
- L’eredità del magistero socratico nell’età ellenistica: La Stoa. In: Società Filosofica Italiana, Bollettino n. 161, Maggio-Agosto 1997, online (Memento vom 13. Juni 2008 im Internet Archive)